# 2008年夏季残疾人奥林匹克运动会多米尼加代表团
2008年夏季残疾人奥林匹克运动会多米尼加代表团是多米尼加派出的2008年夏季残疾人奥林匹克运动会代表团。未获得奖牌。